# Enganyapastors cua de lira
L'enganyapastors cua de lira (Uropsalis lyra) és una espècie d'ocell de la família dels caprimúlgids (Caprimulgidae) que habita des de Veneçuela cap al sud fins Bolívia meridional.